# 피치 (필드)

스포츠별 비교

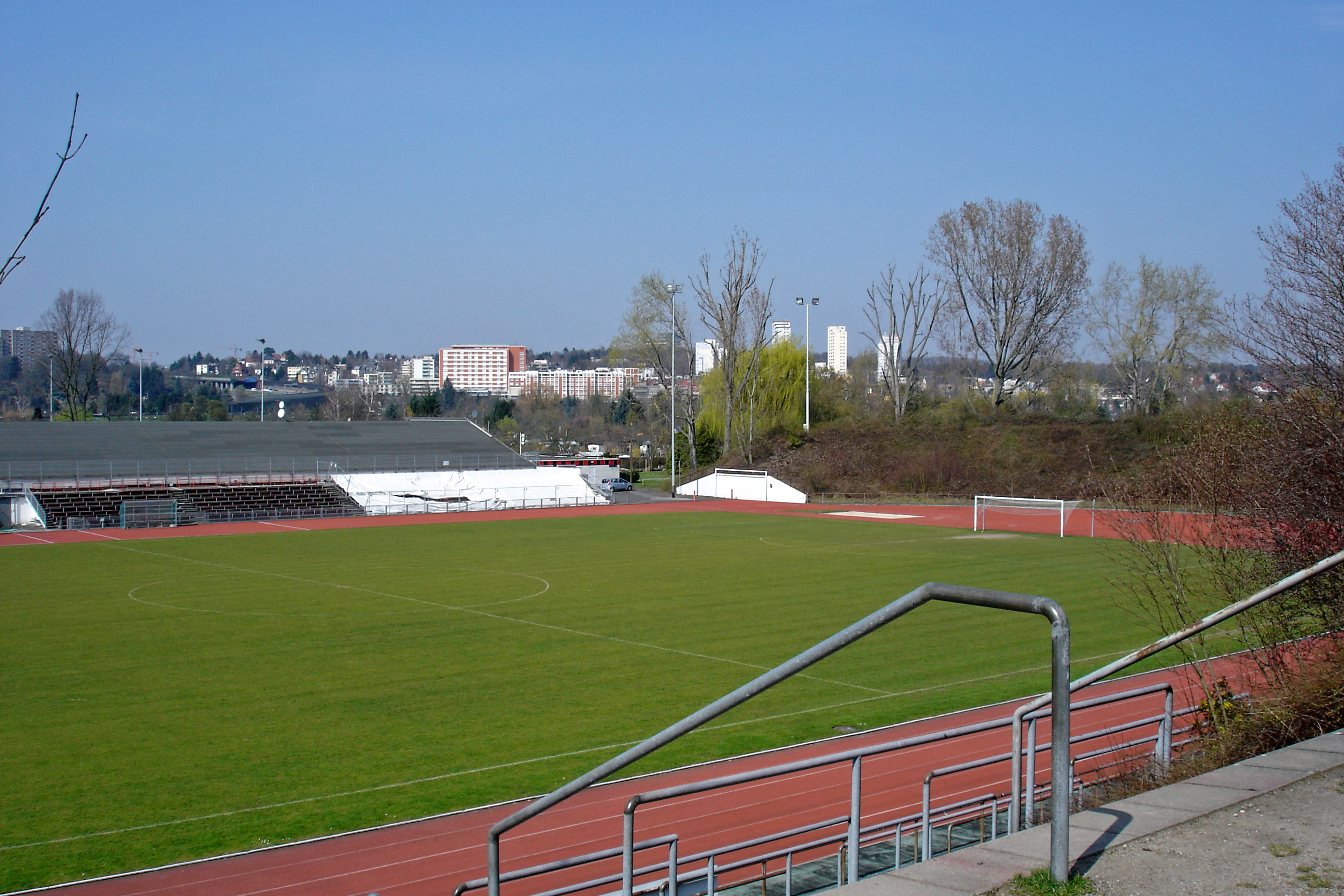

피치 혹은 필드(pitch 혹은 field)는 스포츠에서 경기가 벌어지는 장소이다. 다양한 스포츠를 위한 야외 경기장이다. pitch(피치)라는 용어는 영국 영어에서 가장 일반적으로 사용되는 반면 오스트레일리아, 미국 및 캐나다 영어의 유사한 용어는 플레잉 필드(playing field) 또는 스포츠 필드(sports field)이다.
피치의 표면은 가장 일반적으로 잔디로 구성되지만 인조 잔디, 모래, 점토, 자갈, 콘크리트 또는 기타 재료일 수도 있다. 얼음 위의 경기장은 링크(예: 아이스하키 링크)라고 할 수 있지만, 링크는 건물 전체를 의미할 수도 있고, 컬링 스포츠에서는 건물이나 특정 팀을 의미할 수도 있다.
크리켓 스포츠에서 크리켓 피치는 경기장 전체를 의미하는 것이 아니라 경기장 중앙에서 타격과 볼링이 이루어지는 부분을 의미한다. 피치는 볼링을 위한 더 단단한 표면을 제공하기 위해 필드의 나머지 부분과 다르게 준비되었다.
피치는 축구 피치처럼 규제 공간인 경우가 많다.

## 종목별 피치
- 축구 필드
- 야구 필드
- 크리켓 피치